# FM 골든디스크 강원
FM 골든디스크 강원은 원주MBC FM4U, 춘천MBC FM4U, MBC강원영동 FM4U(원주 FM 98.9MHz, 춘천 FM 94.5MHz, 인제 FM 98.3MHz, 강릉 FM 94.3MHz, 양양 FM 90.7MHz, 삼척 FM 99.9MHz, 태백 FM 98.1MHz)에서 매일 오전 11시부터 낮 12시까지 방송했던 강원도 전 지역의 팝 음악 전문 라디오 프로그램이다.

## 역사
2014년 4월 14일에 첫방송을 시작해, 2014년 9월 21일에 잠정적으로 폐지됐다가, 2015년 11월 16일에 다시 부활했으며, 2014년 4월 14일부터 2014년 9월 21일까지는 원주MBC FM4U에서만 방송됐으나, 2015년 11월 16일에 다시 부활한 이후부터 강원도 전역으로 방송 권역을 확대하여 방송하다가, 2022년 4월 17일 방송을 마지막으로 완전히 8년만에 폐지되었다.

## 역대 DJ

### 1기
- 2014년 4월 14일 ~ 2014년 9월 21일 : 주용준 아나운서

### 2기
- 2015년 11월 16일 ~ 2016년 2월 28일 : 박지현 아나운서
- 2016년 2월 29일 ~ 2016년 11월 30일 : 조은영 아나운서
- 2016년 12월 1일 ~ 2018년 10월 7일 : 정구승 아나운서
- 2018년 10월 8일 ~ 2020년 11월 1일 : 노기환
- 2020년 11월 2일 ~ 2022년 4월 17일 : 김용석 아나운서

## 같이 보기
- 원주문화방송
- 춘천문화방송
- MBC강원영동 강릉방송국
- MBC강원영동 삼척방송국
- MBC FM4U
- FM 골든디스크

| 원주MBC FM4U, 춘천MBC FM4U, MBC강원영동 FM4U |                     |                            |
| 이전                                         | FM 골든디스크 강원  | 다음                       |
| 오늘아침 정지영입니다                        | FM 골든디스크 강원  | 정오의 희망곡 이호석입니다 |
| 오전 9시 ~ 오전 11시                         | 오전 11시 ~ 낮 12시 | 낮 12시 ~ 오후 2시         |
| 전국방송                                     | 강원 전 지역 방송   | 강원 전 지역 방송          |